# Glossă
„Glossă” este o poezie publicată în 1883, în primul volum de versuri al poetului Eminescu. Academicianul Perpessicius a descoperit că la baza textului stă traducerea efectuată de Samuel Micu cărții Ecleziastului din Biblia de la Blaj, ceea ce justifică titul de „glosă”.
Potrivit profesoarei Ioana Em. Petrescu poezia se înscrie în etapa a treia a creației eminesciane, perioada marilor antume bazate pe sinteza între filosofia lui Hegel și cea a lui Schopenhauer. Ca urmare, poetul care odinioară era un Orfeu, un profet înțeles ca Mesia care putea reînvia, devine acum un Christ vândut diavolului, „alungat din orizont, în orizont”,un „geniu pustiu” marcat de viziunea tragică asupra existenței prin „categoriile negativiste” (Hugo Friedrich): alienare, dedublare, sciziunea eului, transcendență goală, angoasă, melancolie etc.

## Titlul
Titlul este sugestiv „o creație în sine” (Paul Cornea) concentrând toate semnificațiile filosofice și simbolice ale textului. Termenul glossă derivă din verbul a glosa provenit din francezul gloser și semnifică explicarea unui cuvânt sau a unei îmbinări de cuvinte.

## Compoziția
Compozițional, discursul liric se articulează pe zece strofe fiind o meditație asupra lumii fără valoare de care omul de geniu este nevoit să se detașeze. 

### Strofa I-a
Strofa I este strofa temă având versurile grupate două câte două, în patru distihuri. 
concentrează motivul baroc „irreparabile tempus fugit”, curgerea inexorabilă a timpului care în ciuda acestui fapt nu aduce nici o schimbare pentru omul de geniu care pare să retrăiască mereu aceeași zi întrucât nimic nu se modifică într-o lume a non-valorilor.
reprezintă un îndemn adresat omului de geniu; personaj romantic, acesta este nevoit să gândească asupra condiției sale pentru a nu cădea pradă posibilelor ispite ale lumii care-l înconjoară.
se regăsește motivul valului înțeles ca numeroasele încercări ale vieții care nu ar trebui să sperie omul de geniu, el va reacționa cumpătat și rațional întrucât viața în sine este efemeră. El este nevoit să renunțe la sentimente omenești precum speranța și teama și să se distanțeze de pătura comună asemenea pustnicilor.
este un nou îndemn adus omului de geniu, el este impulsionat să nu se implice, să rămână indiferent la tot ceea ce-l înconjoară deoarece se cuvine ca un om desăvârșit să rămâna nepăsător la întămplările trecătoare ale lumii. O atitudine asemănătoare se-ntâlnește și-n „Dhammapada” „după ce un înțelept a ajuns la vârful înalt al turnului de înțelepciune el se uită netulburat la mulțimea întristată de jos” (op. cit, II, 8). Strofa temă este marcată de stoicismul antic. În manuscrisul 2269 Eminescu scria „Om de spirit e acela care în fundul inimii lui râde de toți și de toate. Om de geniu e acela care râde de el însuși”.

### Strofa a-II-a
Strofa a-II-a înglobează alte motive baroce precum dedublarea care se susține prin versurile 
această idee fiind preluată din filosofia lui Epictet, Zenon, Marc Aureliu și Socrate. Este sugerată din nou efemeritatea vieții 
iar interogația retorică 
este refuzul unei cunoașteri bazate pe experiență.

### Strofa a-III-a
Strofa a-III-a se leagă mai mult de gândirea prezentă în upanișade. O variantă a strofei a-III-a apărută în manuscris poartă amprenta gândirii budiste 
Aproape aceeași idee se regăsește și în Dhammapada: „Omul care are tăria minții e pur ca apa netulburată dintr-un lac și nu trece prin cercul nașterilor și al morții” (VI, 6).
Tema cunoașterii este susținută prin motivul eternei alergări zadarnice care sugerează încercarea de a da un sens învârtirii pe loc: 
În direcția filosofiei lui Platon, eul liric este conștient că atât cunoașterea esențială cât și cunoașterea de sine rămâne mereu o pură și utopică „gnotti seauton”, deviza omului superior. Pentru a accede la Cunoaștere, viața trebuie să fie dominată de rațiune, de „Recea cumpăna-a gândirii”. De aceea iluzia fericirii este exclusă întrucât la fel ca și viața ea este relativă, trecătoare, amăgitoare, ea apare și dispare într-o clipă îngreunând înțelesul eternității.

### Strofa a-IV-a
Strofa a-IV-a prezintă imaginea lumii ca teatru (theatrum mundi) 
având ca punct de plecare filosofia lui Schopenhauer. În această direcție Epictet scria „Nu uita că ești un actor într-o dramă aleasă de cineva mai mare decât tine. Vei juca puțin dacă drama ce ți-ai ales e scurtă; mai mult dacă ți-ai ales o dramă lungă. Datoria ta este să joci frumos rolul primit, dar alegerea nu e a ta”. Omul de geniu este îndemnat să manifeste indiferență față de masa amorfă de indivizi comuni, a căror aspirații se situează în imediat ducând o platitudine existențială. Versurile 
ilustrează motivul măștii. Ideea susținută este cea potrivit căreia indiferent de tertipurile de care va încerca omul comun să se folosească, omul de geniu va remarca mereu adevărata intenție a aceastuia întrucât este capabil să facă dinstincție între aparență și esență. Totodată apare și dorința izolării 
trăsătură importantă a filosofiei budiste „Lumea este o boabă de spumă este ca un miraj. Proștii se pierd în ea, dar înțelesul rămâne detașat”. (op. cit. XIII, 4). Geniul este nevoit să ducă o viață bazată pe rațiune și cunoaștere, el va lua aminte din greșelile oamenilor comuni pentru a-și făuri o conduită perfectă 

### Strofa a-V-a
Strofa a-V-a valorifică ideea prezentului etern preluată din filosofia Schopenhauriană, lumea rămâne aceeași, ea nu se schimbă:
Potrivit filosofului, „Toată istoria omenirii în timp și spațiu nu este decât un șir de manifestări ale Ideii”.

### Strofa a-VI-a
Strofa a-VI-a susține ideea apoziției aparență-esență, este prezent motivul lumii ca teatru 
oamenii sunt văzuți ca niște actori care se schimbă în răstimpuri dar rolurile rămân aceleași, iar viața apare ca o scenă animată de aceștia. Patru variante ale acestei strofe rostesc explicit numele lui Buddha, iar gândurile exprimate în versiunea finală corespund celor prezente în „Dhammapada” „Cel care a ajuns la capătul drumului s-a eliberat din tristețe și din toate lanțurile lumii și nu mai suferă”.

### Strofa a-VII-a
Strofa a-VII-a dobândește accente de satiră, omul superior are o singură soluție într-o lume fără valoare, atitudinea stoică. În vreme ce omul de geniu este caracterizat prin elevație, depășirea limitelor, transcendență, idealuri înalte, omul comun stă sub semnul pragmaticului, al fenomenalului, al platitudinii existențiale având scopuri imediate, el este lipsit de scrupule și încearcă să iasă în evidență tot mai mult pe scena vieții: 
Strofa își găsește reflectare în textul budist „Unul e drumul care te duce la câștig, altul te duce la Nirvana. După ce un discipol al lui Buddha a-nvățat aceasta el nu va mai căuta respectul lumii, dar va depune eforturi pentru a-și însuși înțelepciunea”. (op. cit V, 2).

### Strofa a-VIII-a
Strofa a-VIII-a adâncește ideea abstragerii din fenomenal. Motivul platonician sirenic 
își are echivalentul în gândirea budistă, în Mara, care ispășește pe omul comun să se-ntoarcă din drumul vieții, tot așa și cei comuni încearcă să ispitească omul superior: 
dintr-un sentiment de gelozie, pentru ca în final acesta să ajungă asemenea lor. În astfel de condiții detașarea este cea mai mare virtute

### Strofa a-IX-a
Strofa a-IX-a conține motto-ul din versiunea inițială a poemului
Ataraxia înțeleasă ca izolare în singurătatea creatoare este singura care poate să-l salveze pe creator. Ideea poetică își găsește corespondență în gândirea hindusă „Proslăvit e omul care s-a eliberat din toate lanțurile și a renunțat la toate dorințele”. Calmul, detașarea și nepăsarea față de micimea vieții cotidiene marchează o atitudine potrivită unui arhat „budist”.

### Strofa a-X-a
Strofa a-X-a reia versurile primei strofe în ordine inversă, astfel că versul
capătă o valoare emblematică.
Limbajul poetic este conotativ, poetul apelând la o suită de figuri de stil: antiteza „toate’s vechi și nouă toate”, interogația retorică „cine-ar sta să le asculte?”, este o marcă a subiectivizării care susține oralitatea textului, epitet în inversiune „recea cumpănă”, epitet „zgomote deșarte”, metafore „cântec de sirenă, masca fericirii”.